# هانس اریک اودگارد
هانس اریک اودگارد (انگلیسی: Hans Erik Ødegaard؛ زادهٔ ۲۰ ژانویهٔ ۱۹۷۴) بازیکن فوتبال بازنشسته و مربی کنونی اهل نروژ است.
از باشگاه‌هایی که در آن بازی کرده‌است می‌توان به باشگاه فوتبال استرومسگودست و باشگاه فوتبال ساندفیورد اشاره کرد.